# Rose Lokissim
Rose Lokissim (1955–15 de mayo de 1986) fue una de las primeras mujeres soldados de élite del Chad. Luchó contra la dictadura de Hissène Habré en los años 1980. 

## Trayectoria
Rose Lokissim creció en un hogar polígamo en un pequeño pueblo de Chad. Fue descrita como una persona apasionada y pacífica. Ni su edad ni su sexo le impedían tomar las riendas de la situación cuando era necesario. Uno de sus familiares contó que en 1967 el padre de Rose le escuchó durante una terrible pelea con una de sus esposas.
Rose Lokissim se convirtió en uno de los primeros soldados de élite de Chad a finales de la década de 1970. En 1984 se unió a la oposición. Ella y otros fueron arrestados el 14 de septiembre de 1984 por el DDS.
Fue arrestada por la policía secreta conocida como la Dirección de Documentación y Seguridad (DDS) mientras contrabandeaba documentos para entregarlos a las fuerzas rebeldes que se oponían a Habre. Fue llevada a La Piscine y luego transferida a la prisión conocida como Les Locaux. En 1984 la llevaron a la celda "C". Esta habitación sin ventanas  se llamaba la "celda de la muerte" ya que cada día morían prisioneros. Inicialmente la pusieron en una celda de hombres con otros 60 hombres. Después la pusieron con mujeres por un corto tiempo, pero luego, preocupados por su posible fuga, la devolvieron a la celda de hombres. Permaneció allí durante ocho meses. Cuando regresó a la celda de mujeres, estaba en unas penosas condiciones físicas.  Pasó el resto de su vida en Les Locaux. Una superviviente que cumplió condena con Lokissim declaró que le había ayudado a dar a luz a su bebé. También documentó las condiciones en la prisión. El 15 de mayo de 1986, Habré se enteró de las acciones de Rose y de su continuo desafío político y ordenó su ejecución.
Durante su tiempo en Les Locaux, ayudó a pasar cartas de otros prisioneros a sus familias. Fue torturada y finalmente ejecutada.
Los documentos recuperados de las oficinas abandonadas de la DDS proporcionaron información sobre su último interrogatorio, celebrado el 15 de mayo de 1986. Según sus captores, Lokissim declaró que aunque muriera en la cárcel, no se arrepentía, porque Chad se lo agradecería y la historia hablaría de ella. Ese mismo día fue ejecutada. Tenía 33 años.

## Reconocimientos
Lokissim es la protagonista del documental de 2015 titulado Talking about Rose, dirigido por Isabel Coixet.